# Razdolni (Briujovétskaya, Krasnodar)
Razdolni (del ruso: Раздольный) es un posiólok del raión de Briujovétskaya del krai de Krasnodar en el sur de Rusia. Está situado en el limán Lebiazhi del río Beisug, 14 km al noroeste de Briujovétskaya y 96 km al norte de Krasnodar, la capital del krai. Tenía 458 habitantes en 2010.
Pertenece al municipio rural Chepiginskoye.